# Giulio Marinetti
Giulio Marinetti (Verona, 4 giugno 1877 – Como, 26 luglio 1965) è stato un militare italiano.

## Biografia
Figlio di Luigi Gaetano e Sofia Bracco, frequentò il Collegio Militare di Milano (ora Scuola Militare "Teulié") e successivamente la Regia Accademia per le Armi di Artiglieria e Genio di Torino, nel 1897 venne nominato sottotenente dell'Arma di Artiglieria.
Promosso tenente, venne destinato a un gruppo di artiglieria da costa e inviato in Tripolitania. Rientrato in Italia allo scoppio della prima guerra mondiale, si trovò a operare prima in Cadore, al comando di una batteria d'assedio del 9º Artiglieria da Fortezza, poi, promosso maggiore, fu trasferito al 39º Artiglieria da Campagna, impiegato nella primavera del 1916 sull'Altipiano di Asiago, nel corso della Strafexpedition austriaca, dove fu decorato con una medaglia d'argento al valor militare.
Passato al 34º Artiglieria da Campagna, trasferito sul Carso, si meritò una medaglia di bronzo al valor militare per i combattimenti sul Debeli del 5 e 6 giugno 1917, nel corso della decima battaglia dell'Isonzo.
Promosso tenente colonnello due mesi dopo, nel giugno del 1918, nel corso della Battaglia del Solstizio, si trova in linea sul Piave, al comando di un gruppo di batterie del suo reggimento. Il giorno 15, dopo ore di bombardamento sulle linee italiane, reparti d'assalto austriaci varcano il fiume, attaccano le batterie al comando di Marinetti, che, con i pochi artiglieri superstiti, si difese disperatamente, ma colpito dallo scoppio di una bomba a mano cadde gravemente ferito; per questa azione venne decorato con la medaglia d'oro al valor militare. Raccolto dagli austriaci, terminerà la guerra in prigionia e rientrerà in Italia dopo l'armistizio.
Nel 1919 viene assegnato al 23º Artiglieria da Campagna, e nominato poi aiutante di campo del re. Promosso colonnello nel 1926, gli viene assegnato il comando del 9º Artiglieria da Campagna. Promosso generale di brigata nel 1934, fu nominato aiutante di campo generale del re. Generale di divisione nel 1937, fu collocato in ausiliaria nel giugno del 1939. Allo scoppio della seconda guerra mondiale venne nominato comandante dell'Artiglieria della 2ª Armata, promosso generale di corpo d'armata nel 1941, fu collocato definitivamente in congedo nel dicembre dello stesso anno.